# 프린스턴 고등연구소

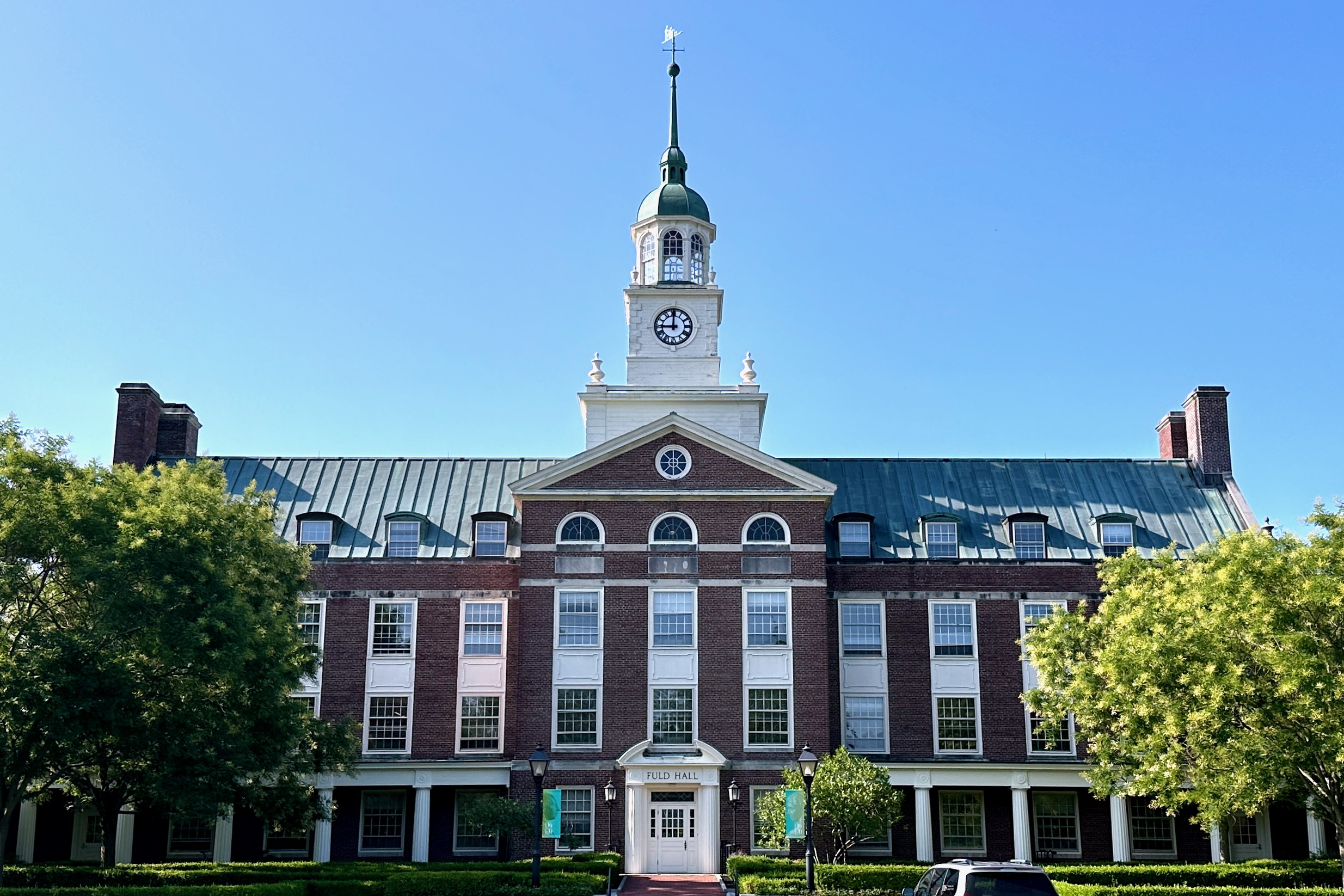
고급과학연구소

프린스턴 고등연구소(The Institute for Advanced Study)는 미국 뉴저지주 프린스턴에 있는 사설 연구소이다. 순수 학문 분야의 유명 과학자들이 강의나 연구 자금 등에 구애받지 않고 첨단 학문 분야를 연구하고 있는 것으로 유명하다. 특히 알베르트 아인슈타인이 미국에 이주해 온 후 이곳에서 연구를 한 것으로 잘 알려져 있다.

## 특징
연구소는 역사, 수학, 자연과학, 사회과학, 그리고 최근 새로 개설된 이론 생물학 스쿨로 구성되어 있다. 각 스쿨마다 소규모의 영구 교수진이 있으며, 매년 선발된 방문 연구자들이 연구할 자격을 얻는다.
고등연구소에는 학위 코스나 실험실이 없는 것이 특징이며, 학자들은 연구비를 얻기 위해 어떠한 일을 하지 않아도 된다. 비록 프린스턴 대학교와 인접해 있어 연구소와 대학의 교류와 협력이 있기는 하지만, 고등연구소는 교육이 목적이 아니며 대학과는 관련이 없는 독립적인 기관이다.
연구는 어떠한 계약이나 지시 없이 학자들의 완전한 자율에 맡겨진다.

## 역사
연구소는 1930년 당시의 뉴아크 백화점 주 루이 뱀버거와 그의 남매 캐롤린 뱀버거 풀드의 자금으로 설립되었다. 그들은 공교롭게도 대공황 직전에 주식을 팔아 연구소를 건립할 수 있었다. 원래 그들의 계획은 백화점의 성공에 대해 뉴저지 주민들에게 보답하기 위해 치과대학을 설립하는 것이었다. 그러나, 친구이자 초대 소장 플렉스너가 그들을 설득해 순수과학 연구소가 세워졌다.

## 전현직 유명 교수진
- 알베르트 아인슈타인
- 피에르 들리뉴
- 마이클 아티야
- 장 부르갱
- 이휘소
- 엔리코 봄비에리
- 양전닝
- 야우싱퉁
- 프리먼 다이슨
- 쿠르트 괴델
- 필립 오거스터스 그리피스
- 리정다오
- 존 밀노어
- 로버트 오펜하이머
- 카를 루트비히 지겔
- 블라디미르 보에보드스키
- 폰 노이만
- 헤르만 바일
- 에드워드 위튼
- 후안 말다세나